# Reial Acadèmia de Belles Arts de Sant Elm
La Reial Acadèmia de Belles Arts de Sant Elm és una institució espanyola dedicada a la promoció de les arts a la ciutat i província de Màlaga.
El seu objectiu principal és el foment de la creativitat artística, l'estudi, difusió i promoció de les arts i del patrimoni cultura, històric, artístic i mediambiental, particularment la pintura, l'arquitectura, l'escultura, la literatura, la música i les arts visuals. El seu centre d'actuació és Màlaga i la seva província.
Fou creada per Reial Decret el 31 d'octubre de 1849, l'acte de constitució tingué lloc el 7 de juny de 1850. Entre els seus fundador hi ha José Freüller Alcalá-Galiano, marquès de la Paniega, que va esdevenir-ne el primer president. Al començament, l'objectiu prioritari de l'acadèmia fou la creació d'una escola de belles arts, fundada el 1851, així com la creació d'un Museu de Belles Arts, que va ser fundat el 1916. Aquest va ser el germen del que avui és el Museu de Màlaga, que actualment comparteix seu amb l'acadèmia.
La seva seu des del 2020 és el Palau de la Duana. Fins a l'octubre de 1997 havia ocupat el Palau de Buenavista, juntament amb el Museu de Belles Arts, fins que es va instal·lar allà el Museu Picasso de Màlaga. L'acadèmia va estar sense una seu fixa durant dues dècades, ocupant provisionalment seus d'altres institucions.